# Buchen-Herings-Täubling
Der Buchen-Herings-Täubling (Russula faginea) ist ein Pilz aus der Familie der Täublingsverwandten (Russulaceae). Er riecht wie alle Herings-Täublinge (Untergattung Xerampelinae) typisch nach Heringslake, besitzt weinrötliche bis rosabraune Hutfarben und ist streng an Rotbuchen gebunden.

## Merkmale

### Makroskopische Merkmale
Der Hut ist weinbraun bis rosabraun gefärbt und verliert schnell seinen Glanz. In der Mitte ist er oft creme oder hell gelbgrün entfärbt. Die Kappe erreicht einen Durchmesser von 6 bis 14 Zentimetern. Die Oberfläche ist manchmal rinnig runzelig; die Huthaut lässt sich nur am Rand etwas abziehen. Die Lamellen sind elfenbeinfarben und besitzen einen hellocker getönten Schein. Sie sind dick, stehen mäßig gedrängt und besitzen oft Querverbindungen.
Der Stiel ist weiß, färbt sich aber gelb oder läuft braun an. Er wird 4 bis 11,5 Zentimeter lang, 1,5 bis 3,5 Zentimeter dick und besitzt feine Rillen in Längsrichtung. Das weiße Fleisch ist fest und relativ hart und verfärbt sich ebenso wie die Stieloberfläche gelb oder braun. Das Fleisch schmeckt mild und riecht charakteristisch nach Heringslake.
Das Sporenpulver ist hell- bis satt ockerfarben und damit dunkler als bei anderen Herings-Täublingen (Untersektion Xerampelinae). Beim Trocknen wird es noch dunkler.

### Mikroskopische Merkmale
Die Sporen sind eiförmig bis kurz ellipsoid und messen 8,5–11 × 7,5–8,7 Mikrometer. Auf der Oberfläche befinden sich isolierte grobe Warzen oder Stacheln, die bis zu 1,5 Mikrometer lang sein können; selten sind kurze Grate zu finden. Die Zystiden sind bauchig-spindelig geformt. Auf dem Hut sind sie sehr selten zu finden. Diese sind schmalzylindrisch bis keulig und 3,2 bis 4,2 Mikrometer breit.

## Artabgrenzung
Der Buchen-Herings-Täubling besitzt unter den Herings-Täublingen (Untersektion Xerampelinae) die dunkelste Sporenpulverfarbe und erreicht größere Hutdurchmesser als die anderen Vertreter dieser Gruppe, die meist nur bis zu neun Zentimeter groß werden. Darüber hinaus ist er stets unter Rotbuchen zu finden. Der Rote Herings-Täubling (R. xerampelina) wächst ausschließlich unter Nadelbäumen. Der Fleischviolette Herings-Täubling (R. graveolens) weist purpurne Hutfarben auf, die auch unter der Huthaut vorhanden sind. Der Fleischrötliche Herings-Täubling (R. subrubens) ist typischerweise in schlammigen Weiden- oder Erlenbeständen zu finden.

## Ökologie
Der Buchen-Herings-Täubling ist in Buchen- und Tannenwäldern mit Rotbuchen, manchmal auch in Eichen-Hainbuchenwäldern mit Rotbuchen oder Parks, Gärten und ähnlichen Biotopen zu finden. Dort wächst er auf frischen, schwach bis mäßig nährstoffhaltigen Rendzinen und Braunerden mit neutralem bis alkalischem pH-Wert, die mäßig bis deutlich basengesättigt, seltener oberflächlich schwach versauert sind. Diese haben sich über Kalk, Kalkmergeln, manchmal auch auf basischem Urgestein gebildet.
Der Buchen-Herings-Täubling ist ausschließlich unter Rotbuchen zu finden. Oft ist er zusammen mit dem Rotstieligen (R. olivacea) und dem Weißstieligen Leder-Täubling (R. romellii) anzutreffen. Die Fruchtkörper werden von Mitte Juli bis Mitte Oktober gebildet.

## Verbreitung

Europäische Länder mit Fundnachweisen des Buchen-Herings-Täublinn (s.)
Legende:
Länder mit Fundmeldungen
Länder ohne Nachweise
keine Daten
außereuropäische Länder

Der Buchen-Herings-Täubling ist in Europa verbreitet, wo er im subatlantischen Bereich mit Rotbuchenbeständen auf Kalk und anderen basenhaltigen Gesteinen vorkommt. Das Gebiet reicht von Frankreich und den Niederlanden im Westen bis Polen und Ungarn im Osten und nordwärts bis Dänemark und in das südliche Norwegen und Schweden (59. Breitengrad). Der nördlichste Nachweis stammt aus Aure (Norwegen, 63. Breitengrad). In Deutschland ist der Pilz zerstreut vom Flach- bis ins mittlere Bergland anzutreffen. Dort ist er ebenfalls nur auf Kalkböden zu finden. Auch in der Schweiz ist der Täubling nicht häufig.
Der Täubling wurde auch in Nordamerika (Kanada, USA) nachgewiesen, es ist aber nicht sicher, ob die Aufsammlungen aus Nordamerika mit den europäischen wirklich näher verwandt sind.

## Systematik

### Infragenerische Systematik
Der Buchen-Herings-Täubling wird von Bon in die Untersektion Xerampelinae gestellt, die ihrerseits innerhalb der Sektion Viridantes steht. Die Untersektion enthält mittelgroße bis robuste Täublinge, die mit verschiedenen Laubbäumen eine Symbiose eingehen. Ihr leicht gilbendes oder bräundendes Fleisch hat einen milden Geschmack und riecht nach Hering oder Krabben. Mit Eisensulfat verfärbt es sich grün.

## Bedeutung
Der Buchen-Herings-Täubling ist essbar.